# Тересвянский завод продовольственных товаров
Тересвянский завод продовольственных товаров — промышленное предприятие в посёлке Тересва Тячевского района Закарпатской области Украины.

## История
Цех по переработке сельхозпродукции был построен в Тересве в 1941 году, когда селение находилось в составе Венгрии.
24 октября 1944 года селение заняли части 17-го гвардейского стрелкового корпуса РККА, здесь был избран Народный комитет и в 1945 году в составе Закарпатья Тересва вошла в состав СССР. Промышленные предприятия были национализированы, и на базе цеха был создан Тересвянский соко-винный завод. В следующие пятилетки на заводе было установлено новое оборудование, механизированы производственные процессы и внедрены новые технологии, что обеспечило увеличение объёмов производства и расширение ассортимента выпускаемых товаров.
В 1959 году завод произвёл продукции на 1244,8 тыс. рублей, в 1965 году - на 2237,4 тыс. рублей, в 1967 году - на 2305 тыс. рублей.
По состоянию на начало 1969 года завод являлся крупным предприятием пищевой промышленности, в состав которого входили пять производственных цехов и три плодоперерабатывающих пункта. Четыре основных цеха (соковый, винный, сушильный и цех безалкогольных напитков находились в Тересве, консервный цех - в Буштыне, а плодоперерабатывающие пункты - в сёлах Калины, Ольховцы и Терново). В это время завод выпускал консервы, соки, вино, сухофрукты, экстракты и фруктовое пюре, которые поставлялись во все республики СССР.
В целом, в советское время завод входил в число ведущих предприятий посёлка и Тересвянского района.
После провозглашения независимости Украины завод перешёл в ведение министерства сельского хозяйства и продовольствия Украины.
В условиях экономического кризиса 1990-х годов положение завода осложнилось. В связи с изменением ассортимента выпускаемой продукции он был переименован в Тересвянский завод продовольственных товаров. 24 мая 2005 года хозяйственный суд Закарпатской области возбудил дело № 6/55 о банкротстве предприятия. После этого, 27 февраля 2006 года министерство аграрной политики и продовольствия Украины передало завод в управление департамента пищевой промышленности, а 27 апреля 2012 года - утвердило решение о закрытии и ликвидации Тересвянского завода продтоваров.
Выполнение процедур и мероприятий по ликвидации завода продолжалось несколько лет, до 2019 года.
20 ноября 2019 года завод был передан в управление Фонда государственного имущества Украины.